# 成田ニュータウン
成田ニュータウン（なりたニュータウン）は、千葉県成田市に計画されたニュータウンである。「成田NT」と略される場合もある。街区計画は2011年まちづくり功労者国土交通大臣表彰を受賞している。

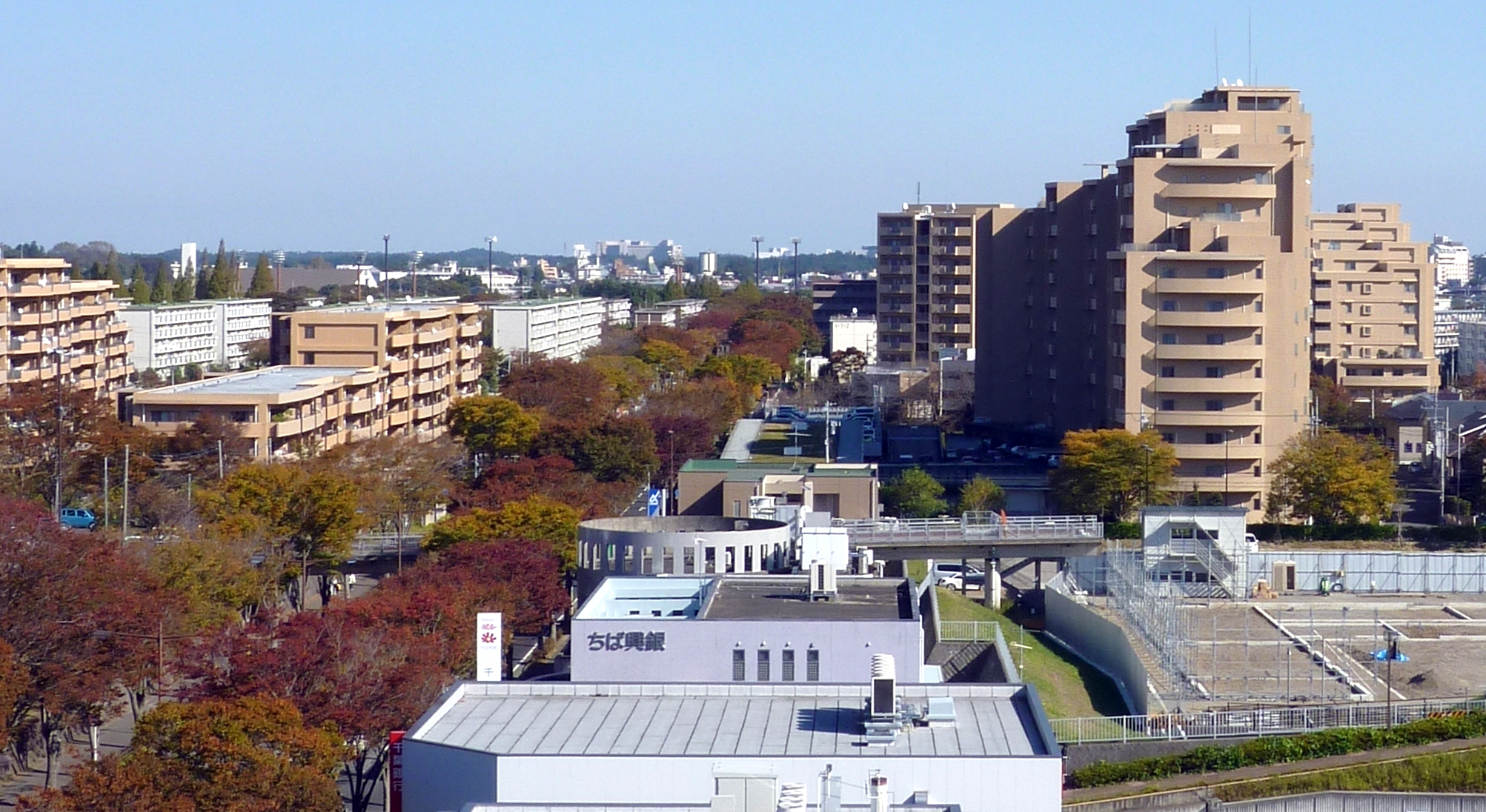
加良部・中台方面のケヤキ並木（左右に並ぶマンションは日航社員寮跡地に建設）

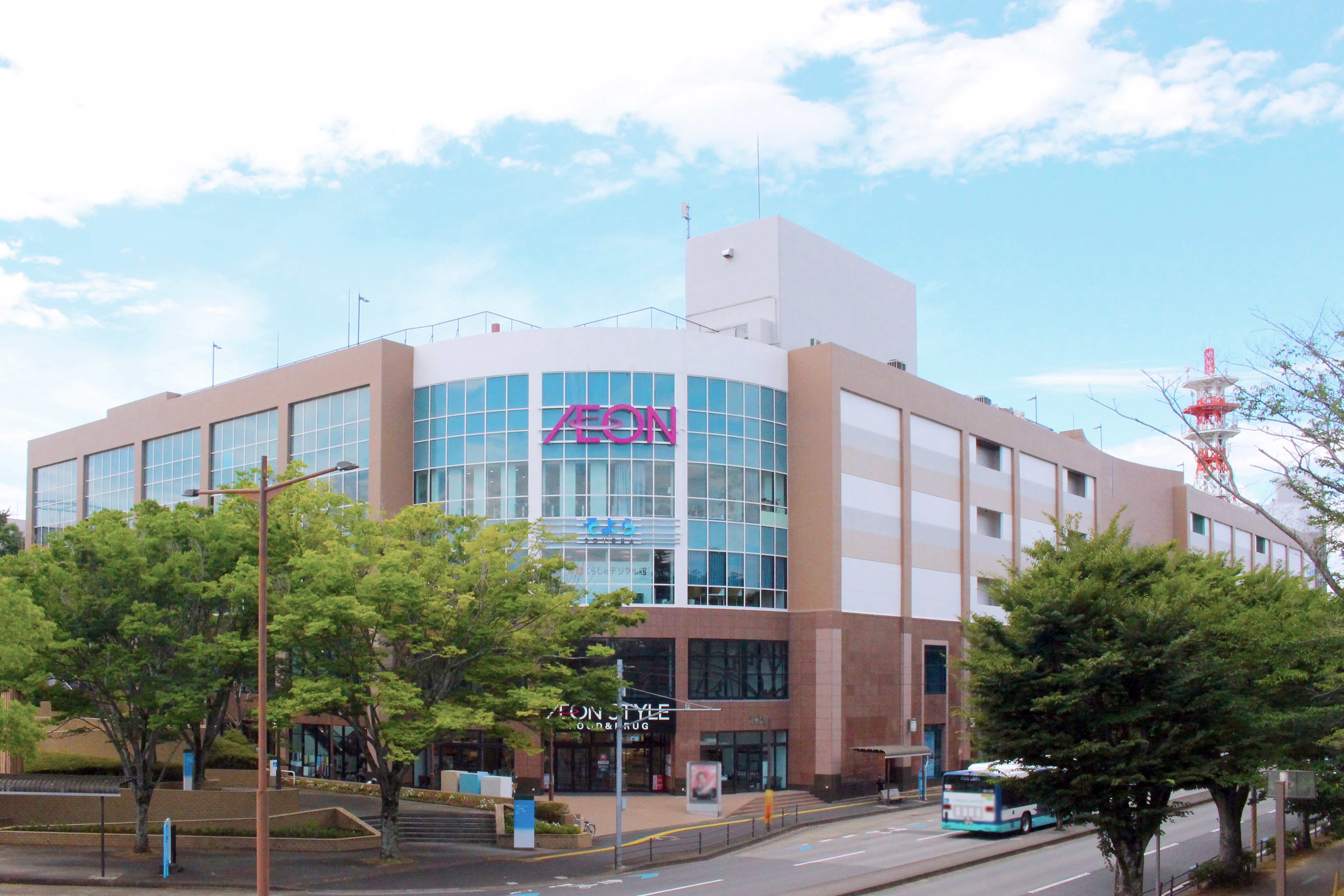
そよら成田ニュータウン（旧・ボンベルタ成田）

## 概要

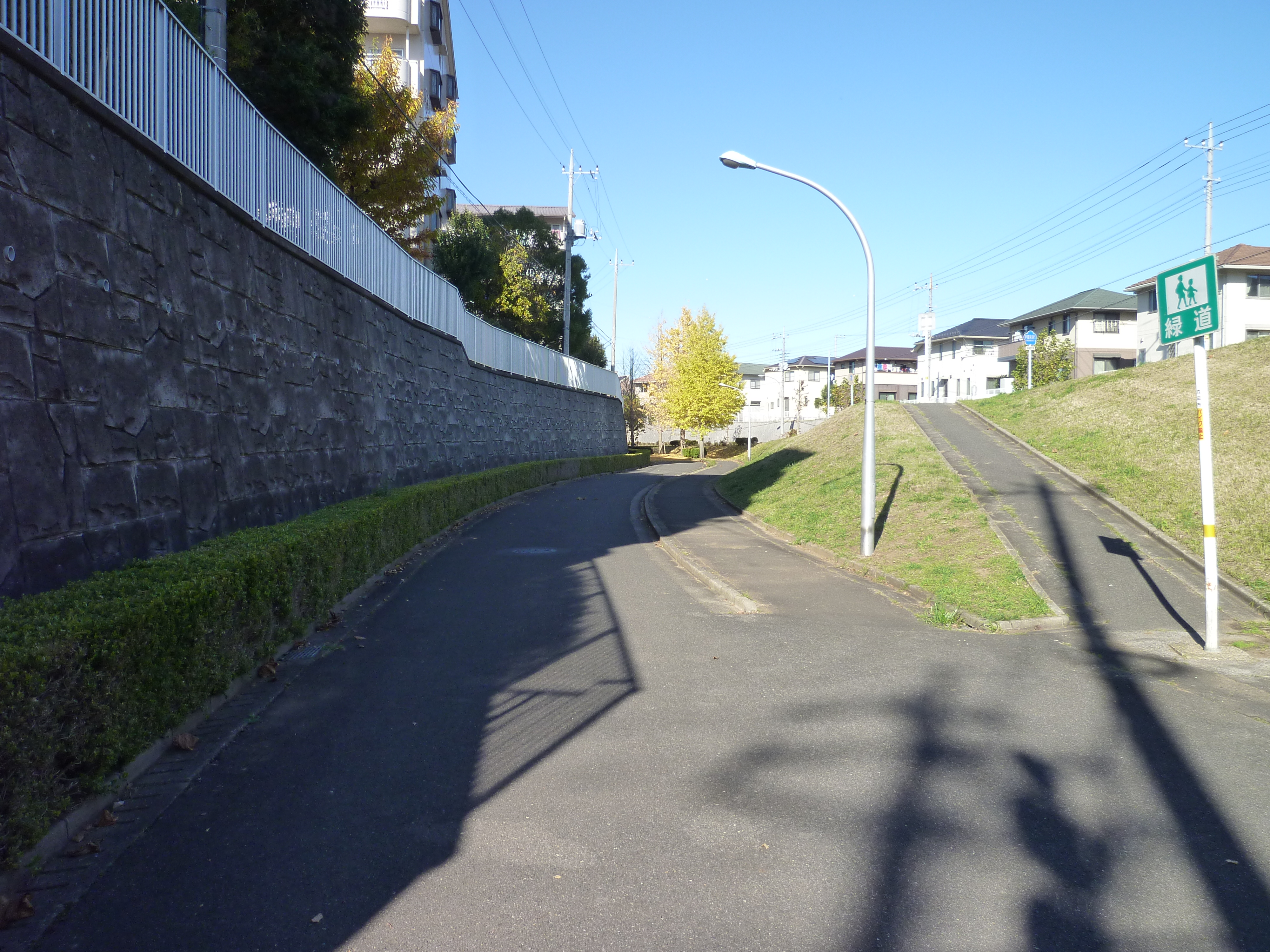
玉造付近の緑道（右「歩行者専用」を示す緑道標識。自転車の通行も可。）

成田国際空港から西に約8キロメートル、成田駅（JR東日本）・京成成田駅（京成電鉄）から約1.8キロメートル西に位置する。東京都の都心から50キロメートル圏内であり、ベッドタウンとしての性質ももつ。2010年（平成22年）7月17日にはニュータウン北部に成田スカイアクセス線の成田湯川駅が開業した。標高10 - 40メートルの山林を主体とした東西約2.5キロメートル、南北約3キロメートルの丘陵地帯に広がる。
事業主体は千葉県北総開発局（現在の千葉県企業庁）であり、事業面積は487ヘクタール、計画人口は60,000人、住宅約16,000戸、事業費834億6千万円。新住宅市街地開発法に基づき1968年（昭和43年）に事業が着手された。1971年（昭和46年）に中台地区において、運輸省（現在の国土交通省）関係の公務員住宅で入居が開始された。また、一般入居は翌年の1972年（昭和47年）に同じく中台地区にて開始された。販売初期の戸建地区では一戸あたりの敷地面積が広く、80坪を超える区画も珍しくない。1988年（昭和63年）に事業精算を完了した。2012年（平成24年）1月末現在、人口は33,257人、世帯数は14,392世帯である。印旛沼に近く公園も多いため、自然環境にも恵まれている。
ニュータウン内には「緑道」と呼ばれる歩行者（自転車）専用道路が網の目状に張り巡らされ車道とは立体交差になっており、完全に歩車分離されているため、車に気兼ねなく緑道を通って安全に各地区へ行く事が出来る。また、中台運動公園起点・終点とする、1周3.2キロメートルの緑道を使ったトリムコースが設置されており、市民のランニング、ウォーキングコースとしても使われている。

## 沿革

### 公津原古墳群

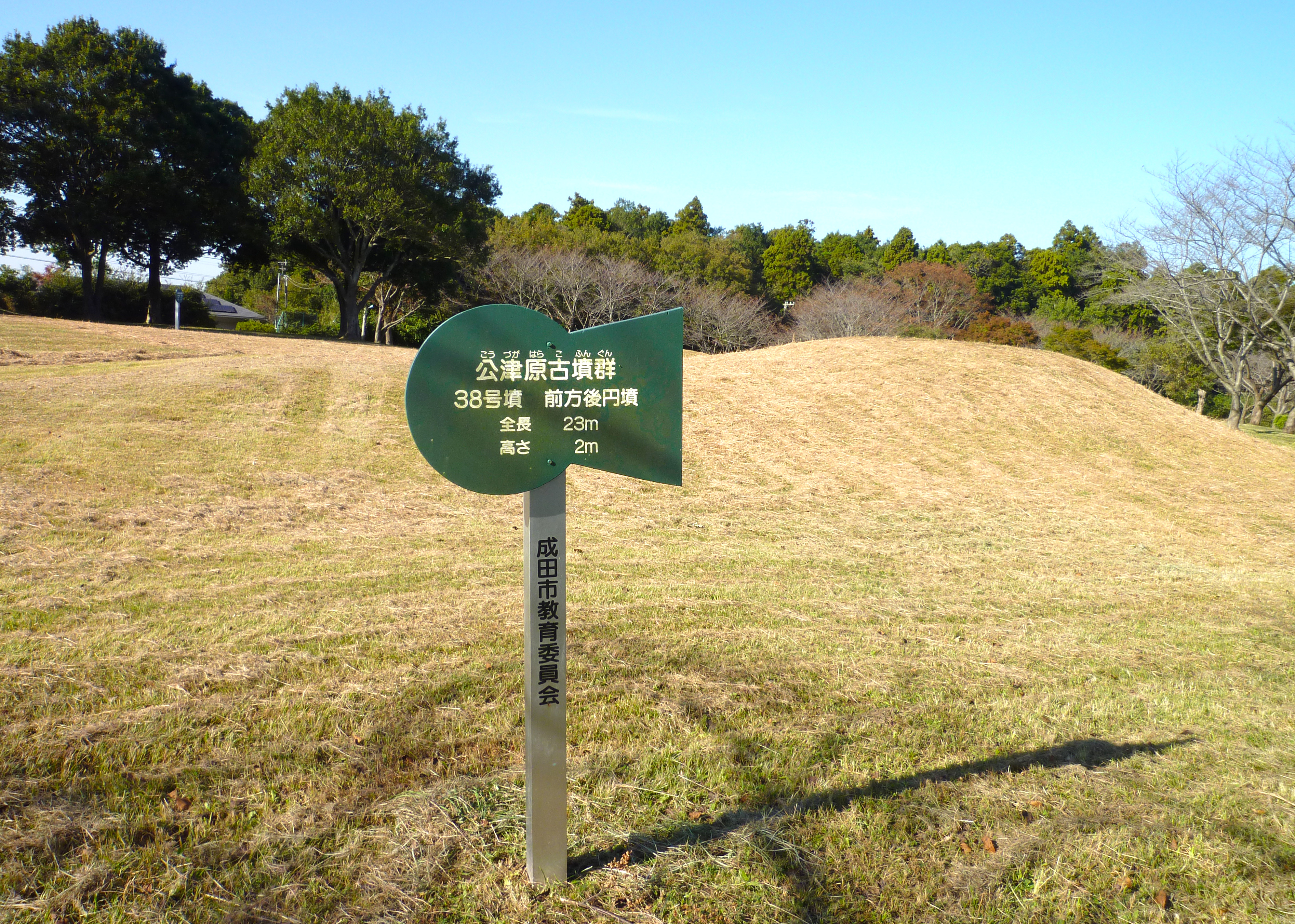
公津原古墳群の一例（玉造地区外小代公園内）

成田ニュータウン内の古墳は瓢塚古墳群、天王塚・船塚古墳群、八代台古墳群、の3つの古墳群からなり、総称して「公津原古墳群」と呼ばれる。造成前には111基の古墳が存在し、県内では木更津の畑沢でしか発掘されていない埴輪の窯跡など貴重な遺跡が発掘されたが、その大半は消滅し、現在は39基の古墳が保存されている。赤坂地区のボンベルタ百貨店横の7号古墳前に「ニュータウン古墳マップ」が建てられ、ニュータウン内の古墳を巡る事が出来る。

### ニュータウンの造成
新東京国際空港関連就業者や空港建設に伴って、流入する人々の為の移住地区として、千葉県北総開発局（現在の千葉県企業庁）によって造成された。ここは、旧市街地の門前町とは反対側の鉄道の西側にあたり、畑と山林が混在する地域であった。このモデルはロンドン郊外のニュータウンにあり、近代的街造りを目指して1968年（昭和43年）から造成が始まった。しかし、空港開港の遅れから1975年（昭和50年）時点の人口は8,000人に留まった。1978年（昭和53年）の空港開港時点においても、ニュータウンの北東部は建設中であり、旧市街地の門前町や成田駅東口に接続されておらず、ニュータウンは孤立していた。同年、成田ニュータウンと郷部、土屋、国道408号を結ぶ全長260メートル、幅員20メートル、片側2車線の郷部大橋が開通し、茨城県（つくば市・龍ケ崎市）や成田空港方面へのアクセスが容易になる。1985年（昭和60年）には人口は3万人を突破した。

### 交通面の改善
現在では、駅とニュータウンの間の囲護台地区も整備され、成田駅西口も同時に整備された。2003年（平成15年）、成田ニュータウンと旧市街地の門前町とを結ぶ踏切が立体交差化され、新旧市街地のアクセス面が改善された。2006年（平成18年）、成田ニュータウンと国道51号を結ぶ都市計画道路郷部線の不動トンネルが14年の歳月を掛けて開通した。2010年（平成22年）7月17日にはニュータウン北端に成田湯川駅（京成電鉄）が開業し、鉄道交通での利便性が大きく向上する。2019年（平成31年）3月2日、都市計画道路ニュータウン中央線が全線開通した。

### 年表
（事業開始から事業終了まで）
- 1968年（昭和43年）4月 北総地域開発事業に地方公益企業法を適用し、千葉県北総開発局を設置。成田ニュータウン造成開始と共に、用地買収全面的に着手。
- 1969年（昭和44年）11月 1・3住区造成工事開始。地区センター工事着手。
- 1970年（昭和45年）4月 千葉県開発局が発足。
  - 9月 1・3住区の一部分譲開始。
  - 12月 地区センター工事完了。
- 1971年（昭和46年）2月 2・4・5住区造成開始。
  - 3月 建築物の建設開始。
  - 11月 6・7・8住区造成開始。
- 1972年（昭和47年）4月 第1次入居開始。
- 1973年（昭和48年）2月 千葉交通バスが運行を開始。成田警察署赤坂派出所（現在、移転し赤坂交番と改称。）が開所。 
  - 3月 成田ニュータウンセンタービル完成。
- 1974年（昭和49年）4月 千葉県企業庁が発足。
- 1975年（昭和50年）4月 2住区に千葉県立成田西高等学校（現・千葉県立成田国際高等学校）が開校。
- 1976年（昭和51年）2月 新住宅市街地開発事業の事業計画変更許可。（期間延伸）
- 1977年（昭和52年）5月 2住区に千葉県成田警察署が転入。開署。
- 1978年（昭和53年）10月 新住宅市街地開発事業の事業計画変更許可。（期間延伸）
- 1979年（昭和54年）4月 センター地区に成田市中央公民館、2住区に佐倉保健所成田支所の開設。
- 1980年（昭和55年）4月 7住区に千葉県立成田北高等学校が開校。
- 1981年（昭和56年）6月 センター地区に成田郵便局が開局。
- 1983年（昭和58年）8月 新住宅市街地開発事業の事業計画変更許可。（期間延伸）成田税務署が開署。
  - 10月 6住区にサブセンターが完成。
- 1984年（昭和59年）10月 センター地区に成田市立図書館が開館。
- 1987年（昭和62年）3月 最終工事完了公告（新住宅市街地開発による事業終了）
- 1989年（平成元年）3月 事業終了。

## 都市形態
地区センターを中心として、その周りを8つの住宅地区が取り囲んで、小学校（8校）、中学校（4校）、高校（2校）、公園などを有機的に配置し、造成にあたっては、数多くの古墳や遺跡を残し保存に努めた。
計画当初の計画人口は約6万人。そのうち成田国際空港関連企業の従業員とその家族の人口が約2万人、そのうち単身者が約6千人程度。周辺の内陸工業団地に進出する企業の従業員とその家族、周辺地域から流入する人口を約4万人と想定していた。当初の計画住宅供給戸数は約1万6千戸。独立住宅用地の宅地規模は平均230平方メートル、公社などによる建売用住宅用地は平均200平方メートルと計画。テラス住宅は宅地1戸当り170平方メートル、容積率50％と計画。中層住宅は、公団住宅、公営住宅、空港関連進出企業などの従業員と計画し、日照、通風、プライバシーなどに配慮し、宅地規模1戸当り85平方メートル、容積率100％と計画。高層住宅は主に単身者用住宅及び、独身寮と計画。住宅都市整備公団及び、進出企業などにより建設し、宅地規模は1戸当り60平方メートル、容積率100％と計画し、パーキングスペース、屋外スポーツ用地を確保した。

## 地区
中台（なかだい）
- 成田ニュータウンでは、加良部地区と同じくJR成田駅西口に最も近い地区。駅前大通り沿いには、成田市中台運動公園や、UR都市機構住宅、国家公務員官舎（主に財務省税関や国土交通省航空局など空港関連で働く職員）、分譲マンションなどが建ち並び、奥には、県営住宅や戸建て住宅などが建ち並ぶ地区[2]。

加良部（からべ）
- 中台地区と同じく、ニュータウンでは、JR成田駅西口に最も近い地区。駅前大通り沿いには、ハローワーク成田からべ庁舎、成田警察署、日本航空社宅、成田税務署、教職員住宅、県警察官舎、UR都市機構住宅などが建ち並び、奥には、全日空社宅、その他空港関連企業社宅や、UR都市機構住宅、戸建て住宅、分譲マンションなどが建ち並び、比較的、官公庁などが多い地区。また、千葉県立成田国際高等学校がある。

赤坂（あかさか）

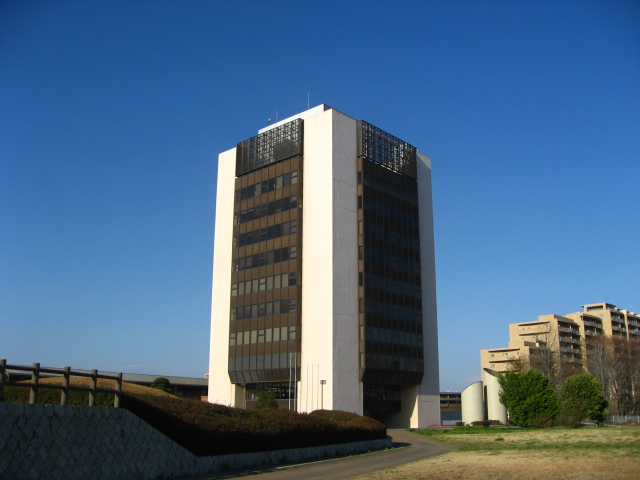
成田ニュータウンセンタービル。現在は解体、跡地は赤坂保育園。

- 成田ニュータウンでは、中心に位置するのが赤坂地区であり、赤坂公園、成田市立図書館、成田市中央公民館、金融機関（千葉銀行、千葉興業銀行、京葉銀行、千葉信用金庫）、成田郵便局、そよら成田ニュータウン[3]、カワチ薬品、千葉トヨペット、フォルクスワーゲン DUO成田、NTT（持ち込み修理サービスセンター）、成田市保健福祉館、成田市急病診療所、赤坂消防署などがある。基本的に、ニュータウンの中心的役割を負う地区であり、住宅などは建てられていない。また、この地区は、1972年（昭和48年）12月に首都圏で最初にニュータウン型地域冷暖房を採用した地区である（30ヘクタール）。

吾妻（あづま）
- 成田ニュータウンでは、JR西口方面から直進して、最も西に位置する地区である。吾妻地区には、ショッピングセンターのカスミや、雇用促進住宅、分譲団地、県警察官舎、戸建て住宅などが広がる地区。JR成田駅西口からの大通りの成田ニュータウンの終点であるが、ここから先は隣接する"はなのき台"に接続する。

橋賀台（はしかだい）
- 成田ニュータウンでは、西南に位置する。日本航空社宅、全日空社宅、県営住宅、UR都市機構住宅、戸建て住宅などが広がる地区。

玉造（たまつくり）
- 成田ニュータウンでは北に位置し、県営住宅、日本航空寮、全日空寮、空港関連企業寮や分譲マンション、成田市給食センター、千葉県立成田北高等学校などが位置する。ニュータウンでは、JR成田駅・京成成田駅に最も離れ、アクセス面では今ひとつであったが、2010年7月17日には成田スカイアクセス線の「成田湯川駅」が開設され、ニュータウンの新たな玄関口となっている。

## 主な商業施設
- そよら成田ニュータウン（旧・ボンベルタ成田）
  - イオンスタイル成田ニュータウン
  - ゴールドジム
  - TSUTAYA（BOOK-ACE併設）
- カワチ薬品
- カスミ
  - キャンドゥ
  - ウエルシア
- コメダ珈琲店成田店

## 行政施設

### 成田市
- 成田市立図書館
- 成田市保健福祉館
- 成田市急病診療所
- 成田市消防本部赤坂消防署
- 中央公民館（成田市役所市民課分室）
- 玉造公民館
- 橋賀台公民館
- 加良部公民館

### 千葉県
- 千葉県成田警察署
- 千葉県成田警察署赤坂交番
- 印旛健康福祉センター（印旛保健所）成田支所
- 北千葉道路建設事務所
- 千葉県土整備部成田土木事務所
- 千葉県企業局船橋水道事務所成田支所
- 千葉県企業局成田給水場

### 国
- 成田公共職業安定所
- 成田税務署

## 教育施設

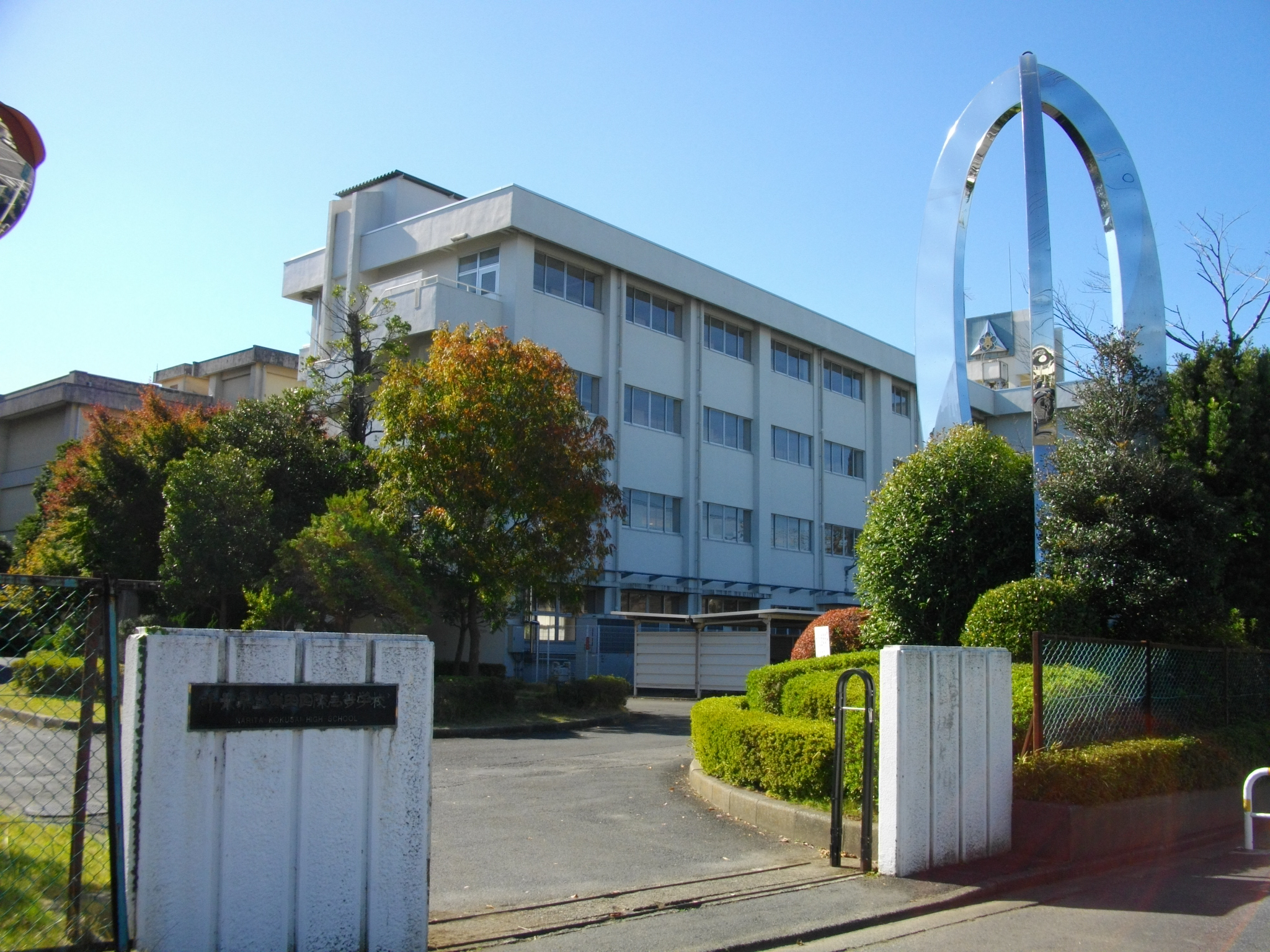
千葉県立成田国際高等学校

高等学校（2校）
- 千葉県立成田国際高等学校
- 千葉県立成田北高等学校

中学校（4校）
- 成田市立西中学校
- 成田市立中台中学校
- 成田市立吾妻中学校
- 成田市立玉造中学校

小学校（8校）
- 成田市立中台小学校
- 成田市立向台小学校
- 成田市立加良部小学校
- 成田市立新山小学校
- 成田市立橋賀台小学校
- 成田市立吾妻小学校
- 成田市立玉造小学校
- 成田市立神宮寺小学校

幼稚園（6園）
- 私立はぼたん幼稚園
- 私立聖徳大学附属成田幼稚園
- 私立はしが台幼稚園
- 私立はくと幼稚園
- 私立玉造幼稚園
- 私立くすのき幼稚園

## 都市計画公園

### 運動公園

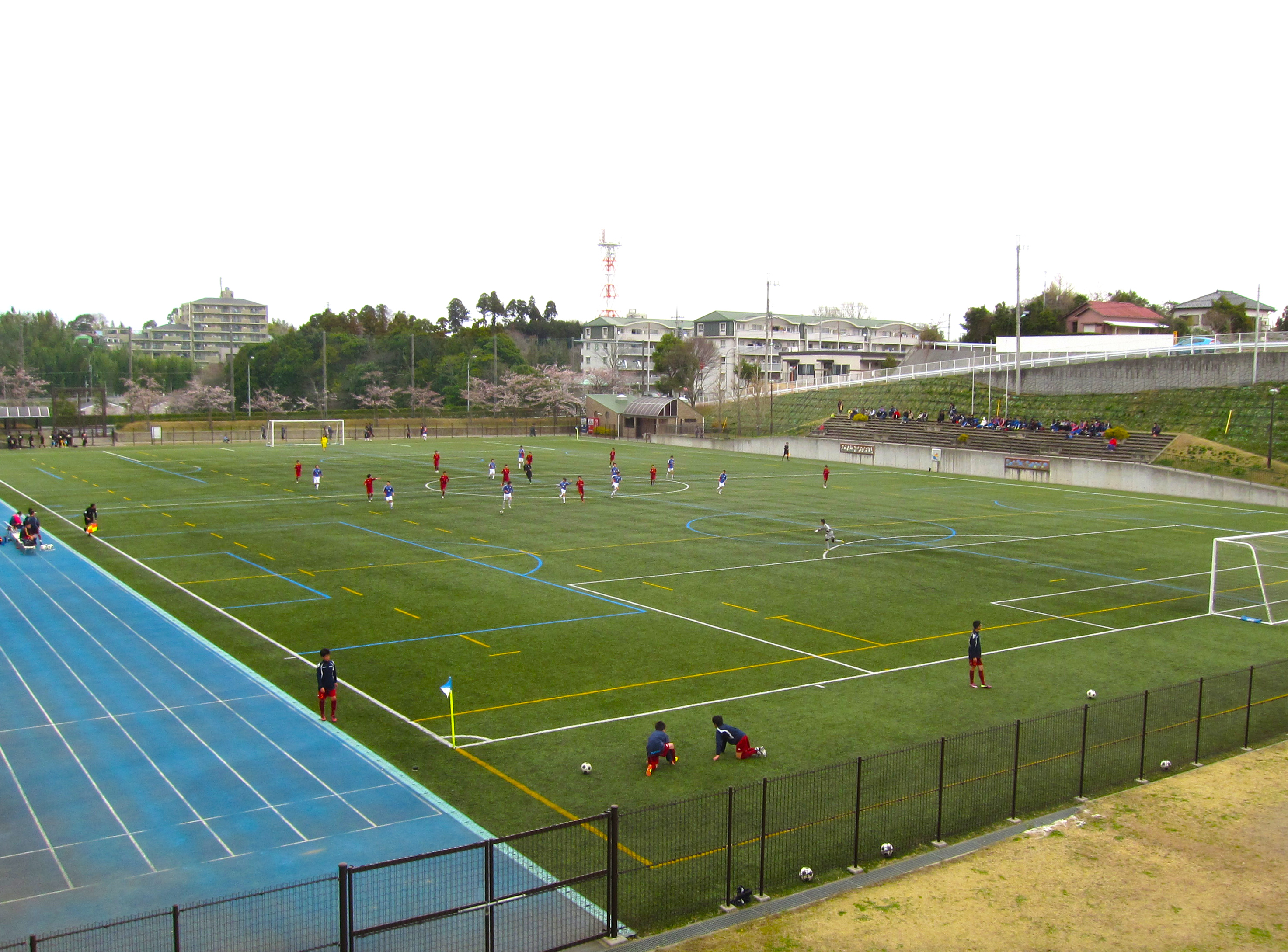
中台運動公園

- 中台運動公園 (19.9ヘクタール)
  - 中台運動公園陸上競技場
  - 中台運動公園球技場

### 地区公園
- 外小代公園 (4.7ヘクタール)
- 赤坂公園 (6.8ヘクタール)

### 近隣公園
- 松ノ下公園 (2.6ヘクタール)
- 加良部台公園 (4.4ヘクタール)
- 橋賀台公園 (5.3ヘクタール)
- 引地公園 (4.1ヘクタール)
- 戸崎公園 (2.0ヘクタール)
- 神宮寺公園 (2.0ヘクタール)
- 後谷津公園 (3.5ヘクタール)

### 街区公園
- 郷部街区公園 (0.29ヘクタール)
- 石橋台街区公園 (0.50ヘクタール)
- 池田街区公園 (0.23ヘクタール)
- 池ノ尻街区公園 (0.21ヘクタール)
- 大道通街区公園 (0.24ヘクタール)
- 橋ノ尻街区公園 (0.24ヘクタール)
- 八ツ又台街区公園 (0.26ヘクタール)
- 向谷津街区公園 (0.35ヘクタール)
- 渡り田街区公園 (0.13ヘクタール)
- 地蔵塚街区公園 (0.23ヘクタール)
- 多代知街区公園 (0.14ヘクタール)
- 後原街区公園 (0.24ヘクタール)
- 大山街区公園 (0.22ヘクタール)
- 一里塚街区公園 (0.13ヘクタール)
- 花内街区公園 (0.26ヘクタール)
- 町山街区公園 (0.24ヘクタール)
- 船塚台街区公園 (0.28ヘクタール)
- 谷津崎街区公園 (0.18ヘクタール)
- さげ戸街区公園 (0.26ヘクタール)
- 新山街区公園 (0.20ヘクタール)
- 八代街区公園 (0.24ヘクタール)

## 交通

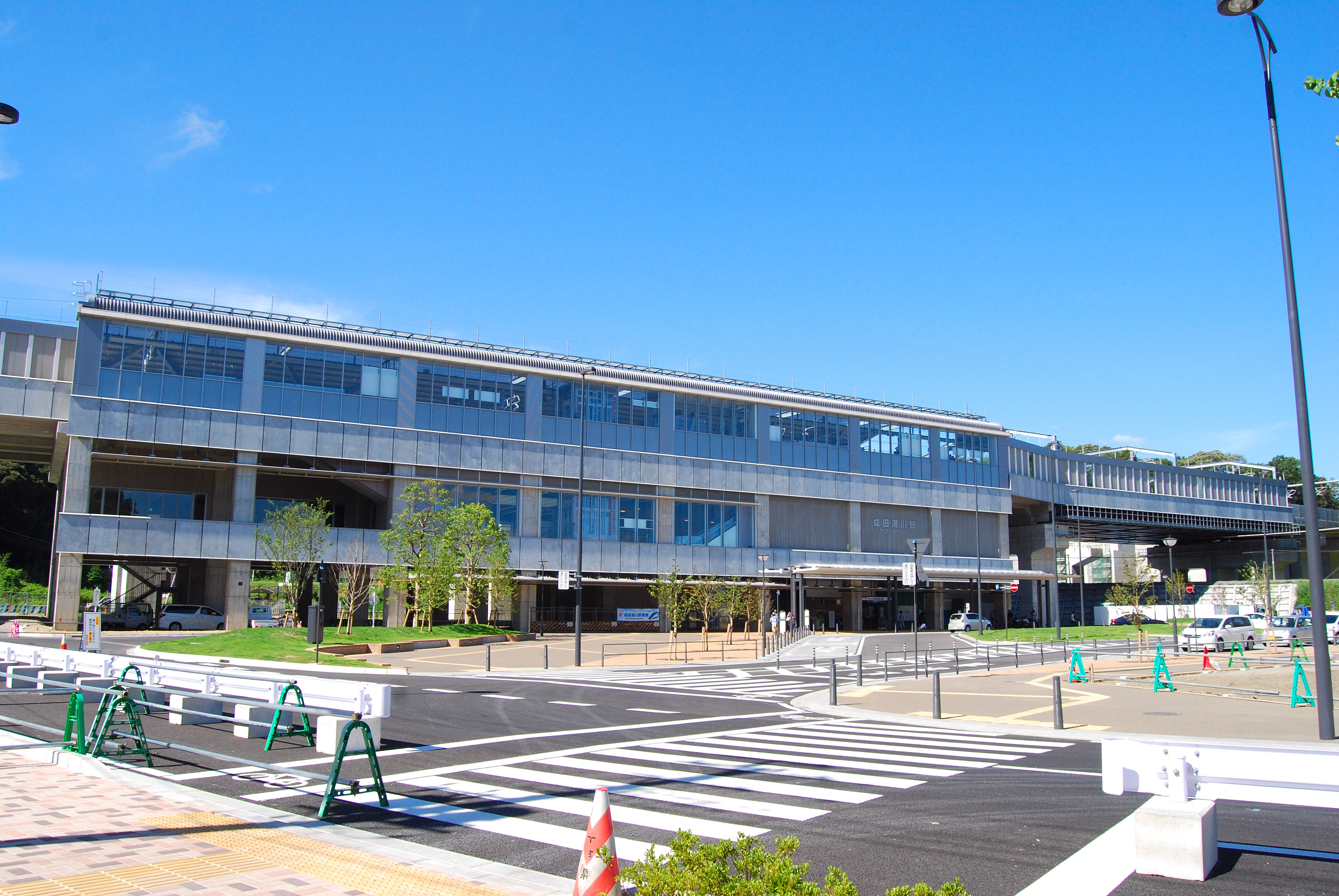
成田湯川駅（京成電鉄）

ニュータウンの北東側に千葉県道18号成田安食線、南西に国道464号が走り、それぞれ国道51号に繋がり、付近には東関東自動車道が通る。鉄道は、ニュータウン東方へ約1.8キロメートルにJR成田駅、京成成田駅がある。2010年7月17日にはニュータウン北端に成田湯川駅が開業した。

### 鉄道
- JR東日本 成田線 - 成田駅（西口）
- 京成電鉄 本線 - 京成成田駅（西口）
- 京成電鉄 成田空港線（成田スカイアクセス線） - 成田湯川駅

### バス
- 千葉交通

JR成田西口
- 1番線
  - そよら成田ニュータウン・吾妻 経由 成田北高校行・成田湯川駅行
- 2番線
  - 中台 経由 成田北高校・成田湯川駅行
- 3番線
  - 加良部・橋賀台 経由 はなのき台行
- 4番線
  - 美郷台 経由 大谷津球場・竜角寺台車庫行

### 道路
- 市道 都市計画道路3・3・2 国鉄駅西口線
- 市道 都市計画道路3・3・3 ニュータウン中央線
- 市道 都市計画道路3・3・4 郷部線
- 市道 都市計画道路3・3・5 中台線
- 市道 都市計画道路3・4・9 大蕪新宮線
- 市道 都市計画道路3・4・30 赤坂台方線

## 近隣のニュータウン
- 公津の杜
- 日吉台ニュータウン
- 千葉ニュータウン
- 成田はなのき台[4]